# 訴訟社会
訴訟社会（そしょうしゃかい）とは、トラブルを裁判によって解決しようとする傾向の強い社会、また一般に訴訟が多く日常的である社会を指す。通常は否定的意味をこめて用いられる用語である。
社会の相対的比較の文脈において用いられる場合が多く、厳密な定義ある用語ではない。日本語文面において用いられる場合には、一般に現在のアメリカ合衆国を訴訟社会または訴訟大国とする例が多く見られる。

## 訴訟社会とする論拠として用いられる例

### 訴訟件数の多さ
- （日本の人口当たりの）「民事一審訴訟件数は、訴訟社会として知られるアメリカとは比べるべくもなく、ドイツの5分の1、フランスの7分の1にすぎない。」[1]

### 弁護士数の多さ
- （日本は）「法曹数の人口比が米国の20分の1だと聞いたが、米国は過剰な訴訟社会であり、そこまで行くのは行き過ぎである。」[2]。米国においては、直接、弁護士同士で訴訟が繰り広げられる。

### 極端な内容の訴訟提起・判決例
創作ないしは誇張が指摘される例も見られる。
- マクドナルド・コーヒー事件参照
- 電子レンジ#電子レンジに関する事件参照

## 訴訟社会と関連があると指摘される事象例
- 規制緩和・自己責任の原則 - 規制緩和が進み、自己責任の原則が徹底する将来は訴訟社会となる[注釈 1][3]。
- 裁判ではないと紛争が解決しない状況 - 訴訟社会となってしまわないよう、裁判外紛争解決手続 (ADR) を積極的に活用しようとする動きがある[4]。